# Marathrum leptophyllum
Marathrum leptophyllum là một loài thực vật có hoa trong họ Podostemaceae. Loài này được P. Royen mô tả khoa học đầu tiên năm 1950.